# Luca Sanchez
Luca Sanchez (* 18. März 1999 in Perpignan) ist ein französischer Tennisspieler.

## Karriere
Sanchez spielte so gut wie gar nicht auf der ITF Junior Tour. In der Jugend-Rangliste kam er bis Platz 1184.
Bei den Profis spielte Sanchez 2018 das erste Mal auf der drittklassigen ITF Future Tour. 2021 war er das erste Mal erfolgreich, als er im Doppel zwei Titel gewann und sich in der Weltrangliste platzierte. Schnell konzentrierte er sich vor allem aufs Doppel. Bis Mitte 2022 rückte er dort durch drei weitere Titel in die Top 400 vor und konnte Turniere der ATP Challenger Tour spielen. In Troyes und Todi zog er jeweils ins Halbfinale ein; das Jahr beendete er auf Platz 222. Nach seinem sechsten Future-Titel rückte er mit seinem Stammpartner Théo Arribagé als Ersatzspieler für das Turnier der ATP Tour in Montpellier im Februar 2023 ins Doppel-Hauptfeld nach. Durch den kampflosen Rückzug der Gegner erreichten sie das Viertelfinale, wo sie knapp unterlagen. Darauf folgte das dritte Challenger-Halbfinale in Cherbourg, ehe Sanchez in Marseille erneut von einer Wildcard profitierte – er spielte mit Petros Tsitsipas. Gegen Grégoire Barrère und Albano Olivetti verbuchte er seinen ersten ATP-Matcherfolg. In der Folgerunde schieden sie aus. Er erreichte mit Platz 174 ein neues Karrierehoch.

## Erfolge
| Legende (Anzahl der Siege)  |
| Grand Slam                  |
| ATP World Tour Finals       |
| ATP World Tour Masters 1000 |
| ATP World Tour 500          |
| ATP World Tour 250          |
| ATP Challenger Tour (3)     |

### Doppel

#### Turniersiege
| Nr. | Datum           | Turnier             | Belag     | Partner       | Finalgegner                                    | Ergebnis         |
| --- | --------------- | ------------------- | --------- | ------------- | ---------------------------------------------- | ---------------- |
| 1.  | 20. Mai 2023    | Tunis               | Sand      | Théo Arribagé | James McCabe Aziz Ouakaa                       | 4:6, 6:3, [10:5] |
| 2.  | 30. Juli 2023   | Zug                 | Sand      | Théo Arribagé | Ergi Kırkın Dalibor Svrčina                    | 6:3, 7:5         |
| 3.  | 19. August 2023 | Grodzisk Mazowiecki | Hartplatz | Théo Arribagé | Anirudh Chandrasekar N. Vijay Sundar Prashanth | 6:4, 6:4         |